# Șimian, Bihor
Șimian (în maghiară Érsemjén, Érsemlyén, Semjén) este satul de reședință al comunei cu același nume din județul Bihor, Crișana, România.